# Lista okrętów Kaiserliche Marine
Lista okrętów Kaiserliche Marine od 1871 do końca I wojny światowej wraz z datą wodowania.

## Fregaty pancerne/Panzerfregatten
(później przeklasyfikowane na Okręty pancerne / Panzerschiffe)
- typu Preußen (6800 ton) 
  - SMS „Preußen”(inne języki), 1873
  - SMS „Friedrich der Große”(inne języki), 1874
  - SMS "Großer Kurfürst", 1875

## Okręty pancerne/Panzerschiffe
- SMS „Hansa”

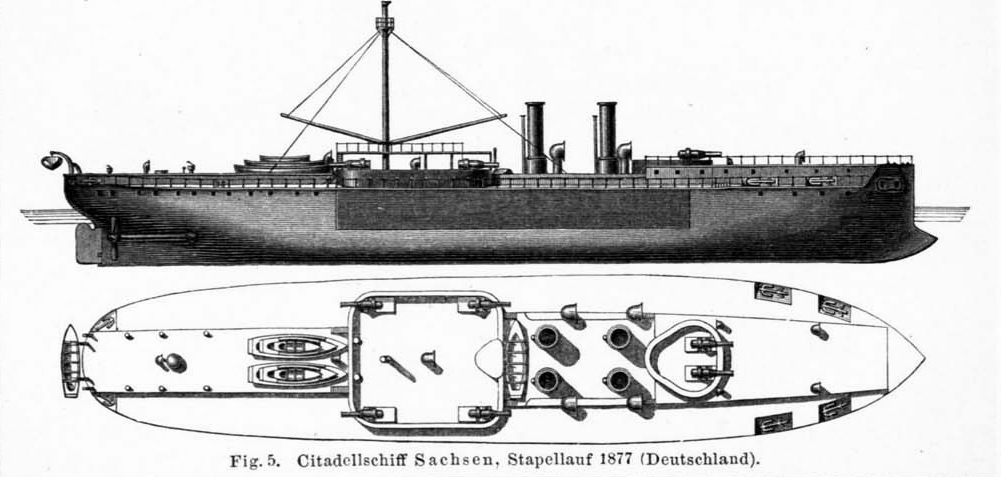
SMS "Sachsen"

- typu Sachsen (7800 ton, działa 6 x 26 cm)
  - SMS „Sachsen”(inne języki), 1877
  - SMS "Bayern", 1878
  - SMS „Württemberg”(inne języki), 1878
  - SMS "Baden", 1880

## Pancerniki obrony wybrzeża/Panzerschiffe,Küstenpanzerschiffe
- typu Oldenburg (5250 ton, działa 8 x 24 cm)
  - SMS "Oldenburg", 1884
- typu Siegfried (3750 ton, działa 3 x 24 cm oraz 2 x 8,6 cm)
  - SMS "Siegfried", 1889
  - SMS „Beowulf”(inne języki), 1890
  - SMS "Frithjof", 1892 (od 1916 okręt noclegowy w Gdańsku, od 1919 statek handlowy, w 1930 złomowany)
  - SMS "Heimdall",
  - SMS "Hildebrand",
  - SMS "Hagen", 1893
- Odin (3700 ton, działa 3 x 24 cm)
  - SMS "Odin", 1894
  - SMS "Ägir", 1895

## Pancerniki/Linienschiffe

### Przeddrednoty
- typu Brandenburg (10 500 ton, działa 6 x 28 cm)
  - SMS "Kurfürst Friedrich Wilhelm", 1891
  - SMS "Brandenburg", 1891
  - SMS "Weißenburg", 1891
  - SMS "Wörth", 1892
- typu Kaiser Friedrich III (11 600 ton, działa 4 x 24 cm)
  - SMS "Kaiser Friedrich III", 1896
  - SMS "Kaiser Wilhelm II", 1897
  - SMS "Kaiser Wilhelm der Große", 1899
  - SMS "Kaiser Karl der Große", 1899
  - SMS "Kaiser Barbarossa", 1900
- typu Wittelsbach (12 000 ton, działa 4 x 24 cm)
  - SMS „Wittelsbach”(inne języki), 1900
  - SMS „Wettin”(inne języki), 1900
  - SMS "Zähringen", 1901
  - SMS „Schwaben”(inne języki), 1901
  - SMS „Mecklenburg”(inne języki), 1901
- typu Braunschweig (13 000 ton, działa 4 x 28 cm)
  - SMS „Braunschweig”(inne języki), 1901
  - SMS „Elsaß”(inne języki), 1903
  - SMS "Hessen", 1903
  - SMS „Preußen”(inne języki), 1903
  - SMS "Lothringen", 1904
- typu Deutschland (13 000 ton, działa 4 x 28 cm)
  - SMS "Deutschland", 1904
  - SMS "Hannover", 1905
  - SMS "Pommern", 1905
  - SMS "Schlesien", 1906
  - SMS "Schleswig-Holstein", 1906

### Drednoty
- typu Nassau (19 000 ton, działa 12 x 28 cm)
  - SMS „Nassau”(inne języki), 1908
  - SMS "Posen", 1908
  - SMS "Rheinland", 1908
  - SMS „Westfalen”(inne języki), 1908
- typu Helgoland (23 000 ton, działa 12 x 30,5 cm)
  - SMS "Helgoland", 1909
  - SMS "Ostfriesland", 1909
  - SMS "Thüringen", 1909
  - SMS "Oldenburg", 1910
- typu Kaiser (25 000 ton, działa 10 x 30,5 cm)
  - SMS "Kaiser", 1911
  - SMS "Kaiserin", 1911
  - SMS "Prinzregent Luitpold", 1911
  - SMS „Friedrich der Große”(inne języki), 1911
  - SMS "König Albert", 1912
- typu König (26 000 ton, działa 10 x 30,5 cm)
  - SMS "König", 1913
  - SMS "Großer Kurfürst"(inne języki), 1913
  - SMS "Markgraf"(inne języki), 1913
  - SMS "Kronprinz", 1914
- typu Bayern (29 000-32 000 ton, działa 8 x 38 cm)
  - SMS "Bayern", 1915
  - SMS "Baden", 1915
  - SMS "Württemberg", (nieukończony)
  - SMS "Sachsen", (nieukończony)

## Krążowniki liniowe/Schlachtkreuzer
- typu Von der Tann (19 400 ton, działa 8 x 28 cm)
  - SMS "Von der Tann", 1909
- typu Moltke (23 000 ton, 10 x 28 cm)
  - SMS "Moltke", 1910
  - SMS "Goeben", 1911
- typu Seydlitz (25 000 ton, działa 10 x 28 cm)
  - SMS "Seydlitz", 1912
- typu Derfflinger (27 000 ton, działa 8 x 30,5 cm)
  - SMS "Derfflinger", 1913
  - SMS "Lützow", 1913
  - SMS "Hindenburg", 1915
- typu Mackensen (31 000 ton, działa 8 x 35 cm)
  - SMS "Graf Spee", 1917, nieukończony, w latach 1921–1923 zezłomowany; udoskonalona wersja SMS "Hindenburg"[1]
  - SMS "Mackensen", 1917
  - SMS "Prinz Eitel Friedrich", 1920
  - SMS "Fürst Bismarck", nigdy nie zwodowany

Prace nad trzema ostatnimi okrętami zawieszono w 1917 roku.

## Krążowniki pancerne/Grosse Kreuzer
- typu König Wilhelm (9800 ton)
  - SMS „König Wilhelm”(inne języki), 1868
- typu Kaiser (7600 ton, działa 8 x 26 cm)
  - SMS "Kaiser", 1872
  - SMS "Deutschland", 1874
- typu Kaiserin Augusta (6000 ton, działa 4 x 15 cm)
  - SMS „Kaiserin Augusta”(inne języki), 1892

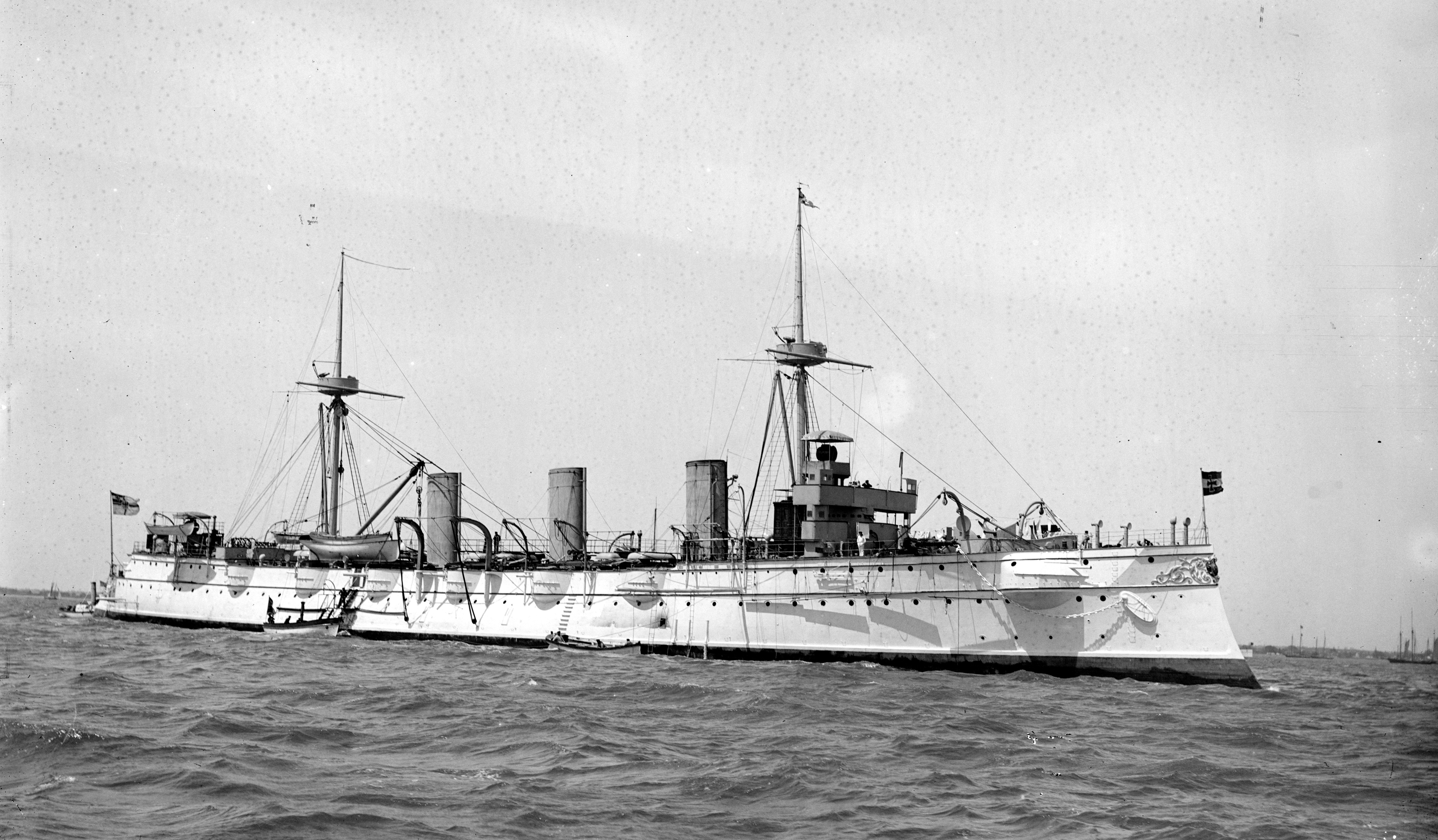
SMS "Kaiserin Augusta"

- typu Victoria Louise (5700 ton, działa 2 x 21 cm, 8 x 15 cm)
  - SMS "Victoria Louise", 1897
  - SMS "Hertha", 1897
  - SMS "Freya", 1897
  - SMS "Vineta", 1897
  - SMS „Hansa”(inne języki), 1898
- typu Fürst Bismarck (10 700 ton, działa 4 x 24 cm, 12 x 15 cm)
  - SMS "Fürst Bismarck", 1897
- typu Prinz Heinrich (9000 ton, działa 2 x 24 cm)
  - SMS "Prinz Heinrich", 1900
- typu Prinz Adalbert (9000 ton, działa 4 x 21 cm)
  - SMS "Prinz Adalbert", 1901
  - SMS „Friedrich Carl”, 1901
- typu Roon (10 000 ton, działa 4 x 24 cm)
  - SMS "Roon", 1903
  - SMS "Yorck", 1904
- typu Scharnhorst (11 600 ton, działa 8 x 21 cm)
  - SMS "Scharnhorst", 1906
  - SMS "Gneisenau", 1906
- typu Blücher (15 800 ton, działa 12 x 21 cm)
  - SMS "Blücher", 1908

## Krążowniki lekkie/Kleine Kreuzer

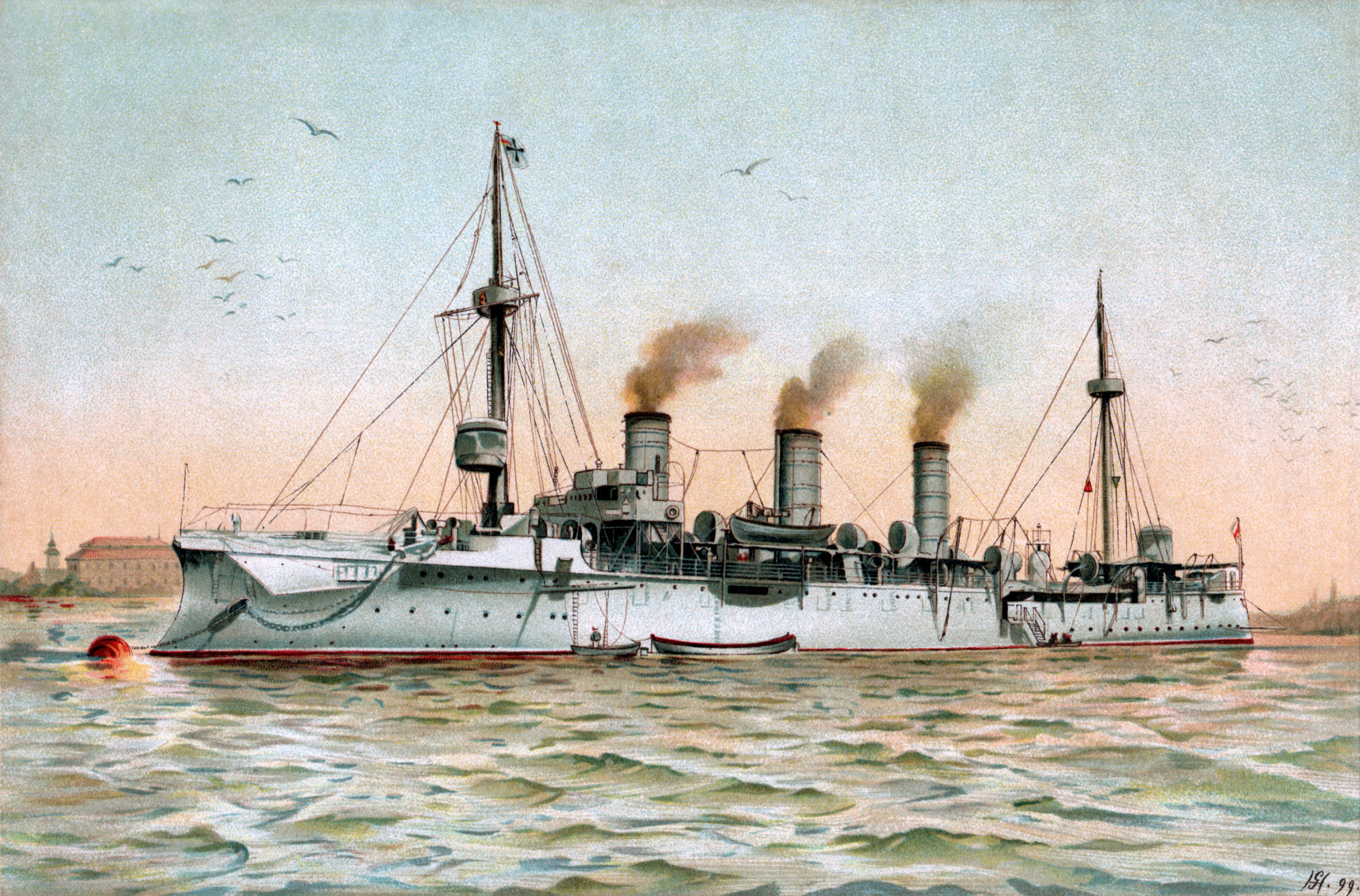
SMS Gefion

- typu Bussard (1650 ton, działa 10 x 10,5 cm)
  - SMS "Bussard", 1890
  - SMS „Seeadler”(inne języki), 1892
- typu Gefion (3700 ton, działa 10 x 10,5 cm)
  - SMS „Gefion”(inne języki), 1893
- typu Hela (2000 ton, działa 4 x 8,8 cm)
  - SMS „Hela”(inne języki), 1895
- typu Gazelle (2700 ton, działa 10 x 10,5 cm)
  - SMS "Gazelle", 1898
  - SMS "Niobe"
  - SMS „Nymphe”(inne języki)
  - SMS „Thetis”(inne języki)
  - SMS „Ariadne”
  - SMS „Amazone”(inne języki)
  - SMS „Medusa”(inne języki)
  - SMS „Frauenlob”(inne języki)
  - SMS "Arcona"
  - SMS "Undine", 1902
- typu Bremen (3300 ton, działa 10 x 10,5 cm)
  - SMS "Bremen", 1903
  - SMS "Hamburg", 1903
  - SMS „Lübeck”(inne języki), 1904
  - SMS "München", 1904
  - SMS "Leipzig", 1905
  - SMS "Danzig", 1906
  - SMS "Berlin"
- typu Königsberg (1905)
  - SMS "Königsberg", 1905
  - SMS "Stettin", 1907
  - SMS "Stuttgart", 1906
  - SMS "Nürnberg", 1906
- typu Dresden (3700 ton)
  - SMS "Dresden", 1907
  - SMS "Emden", 1908
- typu Kolberg (4400 ton)
  - SMS "Kolberg", 1908
  - SMS "Mainz", 1909
  - SMS "Cöln", 1909
  - SMS „Augsburg”(inne języki), 1909
- typu Magdeburg
  - SMS "Magdeburg", 1911
  - SMS "Breslau", 1911
  - SMS "Straßburg", 1911
  - SMS „Stralsund”(inne języki), 1911
- typu Karlsruhe
  - SMS "Karlsruhe", 1912
  - SMS "Rostock", 1912
- typu Graudenz
  - SMS „Graudenz”(inne języki), 1913
  - SMS „Regensburg”(inne języki), 1914
- typu Pillau
  - SMS „Pillau”(inne języki), 1914
  - SMS „Elbing”(inne języki), 1914
- typu Wiesbaden
  - SMS "Wiesbaden", 1915
  - SMS "Frankfurt", 1915
- typu Königsberg (1915)
  - SMS „Königsberg II”(inne języki), 1915
  - SMS "Karlsruhe", 1915
  - SMS "Emden II", 1916
  - SMS "Nürnberg", 1916
- typu Cöln
  - SMS "Cöln", 1916
  - SMS "Dresden", 1917

## Krążowniki minowe/Minenlegekreuzer
- typu Nautilus (2000 ton, działa 8 x 8,8 cm)
  - SMS "Nautilus", 1907
  - SMS "Albatross", 1907
- typu Brummer (4400 ton)
  - SMS "Brummer", 1915
  - SMS "Bremse", 1915